# Sierra de Otontepec
La sierra de Otontepec es un montaña situada al norte del Estado de Veracruz, en México.
Se encuentra en territorio de los municipios de Chontla, Citleltépetl, Tantima, Tamalín, Chinampa de Gorostiza al Norte, San Juan, San Nicolasillo, Tancoco y Naranjos-Amatlán al Este, Ixcatepec al oeste Tepetzintla y Cerro Azul al sur.

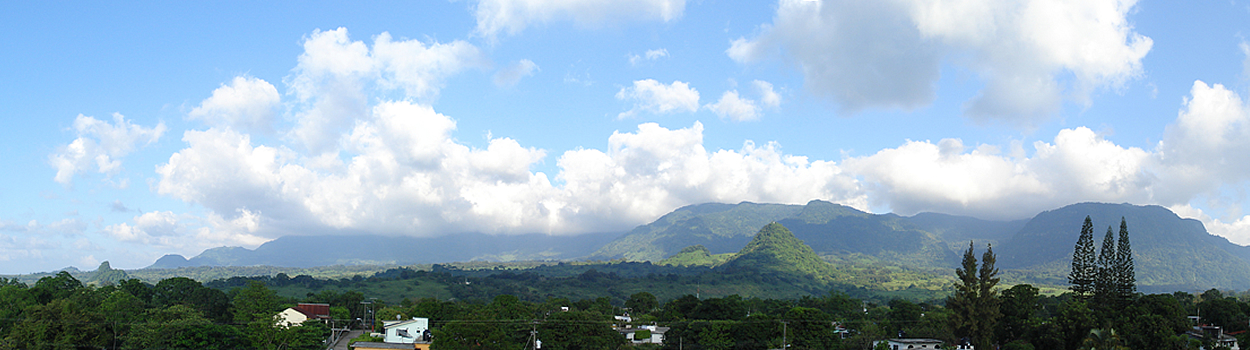
Panorama de la Sierra de Otontepec vista desde Chontla, Veracruz.